# Могуа
Могуа (Mohoua) — рід горобцеподібних птахів, єдиний у родині Mohouidae. Включає три види (M. albicilla, M. novaeseelandiae і M. ochrocephala).

## Таксономія
Раніше рід включали до більшої родини свистунових (Pachycephalidae). На основі філогенетичного аналізу ядерної та мітохондріальної ДНК орнітологи з університету Мессі (Massy University) в Окленді прийшли до висновку, що могуа необхідно виділити в окрему монотипову родину Mohouidae.

## Поширення
Всі види могуа є ендеміками Нової Зеландії.

## Види
- Могуа білоголовий (Mohoua albicilla, Lesson, 1830)
- Могуа новозеландський (Mohoua novaeseelandiae, Gmelin, 1789)
- Могуа жовтоголовий (Mohoua ochrocephala, Gmelin, 1789)